# Clemens Münster
Clemens Münster (* 15. Januar 1906 in Cochem; † 27. April 1998 in Ainring) war ein deutscher Schriftsteller, Journalist und Fernsehdirektor.

## Leben
Clemens Münster wurde wie sein Bruder, der Chemiker Arnold Münster, als Sohn von Auguste Münster, geborene Schlüter (Tochter des Paläontologen Clemens August Schlüter), und Rudolf Münster, einem Juristen und Landgerichtspräsidenten in Cochem an der Mosel, geboren. Er besuchte das Gymnasium Paulinum in Münster (Westfalen) und studierte dann bis 1928 an der Universität Münster und der Ludwig-Maximilians-Universität München Physik, Chemie und Mathematik. Er promovierte anschließend zum Dr. phil. und arbeitete von 1929 bis 1933 als wissenschaftlicher Assistent an den Universitätsinstituten in Jena und Bonn. In der Folge war er angestellter wissenschaftlicher Mitarbeiter in der optischen Industrie und Leiter einer Entwicklungsabteilung der Firma Carl Zeiss AG in Jena.
Nach dem Zweiten Weltkrieg wirkte er zunächst als Schriftsteller und gab mit Eugen Kogon und Walter Dirks von 1945 bis 1949 die Frankfurter Hefte heraus. Als der Bayerische Rundfunk (BR) 1949 einen Verantwortlichen für kulturelle und erzieherische Fragen suchte, fiel die Wahl des BR-Intendanten Rudolf von Scholtz auf ihn. Münster war bis Februar 1954 als Chefredakteur für Kultur und Erziehung am BR tätig. Als solcher errichtete er im Frühjahr 1953 sein erstes Fernseh-Versuchsstudio (im „Blindenheim“ an der Lothstraße) in München. Münster wurde daher in der Folge 1954 als Fernsehbeauftragter in das neu geschaffene Amt des Fernsehdirektors des Bayerischen Rundfunks berufen und war für das gesamte Fernsehprogramm des BR sowohl innerhalb der ARD als auch für das Regionalprogramm verantwortlich. Bis 1960 war er zudem nebenamtlich Koordinator des Deutschen Fernsehens. Fernsehdirektor des BR blieb er bis 1971, auch wenn ab 1960 Helmut Oeller als Leiter der Hauptabteilung Produktion Fernsehen beim BR einen Teil seiner Aufgaben übernahm.
Münster galt als kritischer Geist. In der Frage der atomaren Bewaffnung der Bundeswehr nahm er eine vehement ablehnende Haltung ein. Im Dezember 1958 erschien sein Artikel mit dem Titel Ist die Atombombe kontrollierbar? in der Zeitschrift Hochland. Der Artikel kam zu dem Schluss:
„daß der Christ die Ausrüstung mit taktischen Atomwaffen ebenso wie die H-Bombe ablehnen muß.(…) Das Abendland kann nicht durch Waffen gerettet werden, deren Anwendung unsere Tradition desavouiert. Das Christentum darf nicht durch Mittel verteidigt werden, die es in seinem Kern, dem Liebesgebot, aufheben. Das kann schwere Opfer, es kann für die geistig führende Schicht den Untergang bedeuten. Christen müssen für das Leiden, sogar für den Tod bereit sein, wenn es keinen anderen Weg gibt, die anvertrauten Güter zu retten. Vielleicht können wir das uns Anvertraute nur retten, indem wir darauf verzichten, es mit allen Mitteln zu verteidigen.“
Im Jahr 1959 hatte er formuliert: „Nur wer unabhängig ist, findet die Wahrheit. Nur wer unabhängig ist, ist vertrauenswürdig“. Nach seinem Abschied beim BR kritisierte er öffentlich die „planmäßige Gleichschaltungstendenz“ durch die CSU beim Bayerischen Rundfunk.
Münster gehörte mit dem Mandat des BR zu den Gründern der Hochschule für Fernsehen und Film in München, der er auch als Präsident vorstand. Münster lehrte dort nebenberuflich ab 1967 als Professor und war deren Rektor von 1969 bis 1973.
Er verfasste neben wissenschaftlichen Veröffentlichungen unter anderem den Roman Scherben – Die Aufzeichnung des Georg C. (1964), die Erzählung Aufstand der Physiker (1968), zahlreiche Essays sowie drei Fernsehspiele (diese meist unter dem Pseudonym Markus Schröder).
Münster wurde 1973 mit dem Bundesverdienstkreuz 1. Klasse ausgezeichnet. Er heiratete 1936 Mathilde Embden, hatte mit ihr zwei Töchter (Monika und Marie) und lebte zuletzt in Ainring.

## Werke (Auswahl)
- Dasein unbd Glauben. 1948.
- Das Reich der Bilder. 1949.
- Mengen – Massen – Kollektive. 1952.
- Das Scherbengericht – Die Aufzeichnungen des Georg C. Roman. 1964.
- als Hrsg.: Die Bundesrepublik heute. Eine Bestandsaufnahme in Beispielen. 1965.
- Aufstand der Physiker. Erzählung. 1968.
- als Hrsg. mit anderen: Ingeborg Bachmann, Werke. 1978.